# Moenkhausia oligolepis
Moenkhausia oligolepis (nome comum: lambari-olho-de-fogo) é uma espécie de peixe sul-americano de água doce.